# Churfejš
Churfejš (hebrejsky חורפיש, arabsky حرفيش, v oficiálním přepisu do angličtiny Hurfeish) je místní rada (malé město) v Izraeli, v Severním distriktu, které obývají izraelští Drúzové.

## Geografie
Leží v nadmořské výšce 654 metrů, cca 5 kilometrů od hranice s Libanonem, cca 117 kilometrů severovýchodně od centra Tel Avivu a cca 40 kilometrů severovýchodně od centra Haify, v horách Horní Galileji, nedaleko západního okraje masivu Har Meron. Centrální část Meronu se přibližuje k východnímu a severovýchodnímu okraji města prostřednictvím vrchů Har Chiram nebo Har Adir. Z nich sem stékají vádí Nachal Pa'ar a Nachal Chiram, která pak míjejí horu Har Zevul stojící na jižním okraji města a vedou do hlubokého údolí vádí Nachal Kaziv. Na sever od města je terén o něco méně členitý. Vystupuje zde vrcholek Har Matat.
Město je situováno ve středně hustě osídleném pásu převážně venkovských sídel. Osídlení v tomto regionu je etnicky smíšené. Vlastní obec je osídlena arabsky mluvícími izraelskými Drúzy. V okolí leží arabské muslimské i křesťanské vesnice. Pás sídel na severní straně, při hranicích s Libanonem je převážně židovský. Churfejš je na dopravní síť napojen pomocí dálnice číslo 89.

## Dějiny
Churfejš popsal francouzský cestovatel Victor Guérin koncem 19. století jako menší sídlo s 300 Drúzy a 50 křesťany, kteří se živili pěstováním oliv, tabáku a citrusů. V současnosti jde o menší město, jehož obyvatelé se zabývají zemědělstvím a turistickým ruchem a velký počet z nich působí v izraelské armádě a policii (pro ně byla jižně od obce postavena samostatná rezidenční čtvrť - Šchunat Chajalim Mešuhrarim). Správní území obce do roku 1948 zaujímalo 16 000 dunamů (16 kilometrů čtverečních). Pak bylo redukováno na úkor nově zakládaných židovských vesnic na méně než 6000 dunamů. Vedení města Churfejš usiluje o částečné navrácení některých těchto pozemků tak, aby bylo možné realizovat stavební rozšíření obce. V Churfejš funguje dvanáct mateřských škol, dvě základní školy a střední škola.
Nad městem se nachází hrobka drúzského proroka Sabalana (patrně biblického Zabulóna nebo jednoho ze středověkých propagátorů drúzského náboženství z 11. století). U hrobky se pořádají každoroční náboženské poutě. Poutní areál hrobky stojí na vrcholku hory Har Zevul, která dosahuje nadmořské výšky 814 metrů.
Churfejš byl stejně jako celá oblast severní Galileji dobyt izraelskou armádou během první arabsko-izraelské války v říjnu 1948 v rámci Operace Chiram. V roce 1967 byla vesnice povýšena na místní radu (malé město).
Během druhé libanonské války v roce 2006 na město dopadlo 61 raket vystřelených z Libanonu. 23 domů bylo zasaženo včetně dvou škol. Místní drúzské obyvatelstvo slouží v izraelské armádě. V roce 2006 do armády vstoupilo 92,7 % branců v odvodovém věku. Z toho téměř 60 % se zapsalo do bojových jednotek. V roce 1972 u obce vyrostl památník drúzských vojáků, kteří padli v boji.

## Demografie
Churfejš je etnicky téměř zcela drúzské město. Podle údajů z roku 2005 tvořili arabsky mluvící izraelští Drúzové 95,9 % obyvatelstva. 3,6 % populace byli arabští křesťané a 0,4 % arabští muslimové. Jde o menší sídlo spíše vesnického typu. K 31. prosinci 2017 zde žilo 6200 lidí.
| Rok            | 1922 | 1931 | 1945 | 1961  | 1972  | 1983  | 1995  | 2003  | 2004  | 2005  | 2006  | 2007  | 2008  | 2009  | 2010  | 2011  | 2012  | 2013  | 2014  | 2015  | 2016  | 2017  |
| -------------- | ---- | ---- | ---- | ----- | ----- | ----- | ----- | ----- | ----- | ----- | ----- | ----- | ----- | ----- | ----- | ----- | ----- | ----- | ----- | ----- | ----- | ----- |
| Počet obyvatel | 412  | 527  | 830  | 1 200 | 1 900 | 2 800 | 4 100 | 4 900 | 5 100 | 5 200 | 5 200 | 5 300 | 5 438 | 5 486 | 5 600 | 5 700 | 5 800 | 5 900 | 6 000 | 6 100 | 6 200 | 6 200 |